# Šandor Vajda
Šandor Oleksandrovyč Vajda (in ucraino Шандор Олександрович Вайда?; Mátészalka, 14 dicembre 1991) è un calciatore ucraino, centrocampista del Mezőkövesd-Zsóry.